# Coupe des États-Unis de soccer 2020
Navigation
Lamar Hunt U.S. Open Cup 2019 Lamar Hunt U.S. Open Cup 2022
La Coupe des États-Unis de soccer 2020 est la 107e édition de la Lamar Hunt U.S. Open Cup, la plus ancienne des compétitions dans le soccer américain. C'est un système à élimination directe mettant aux prises des clubs de soccer amateurs, semi-pros et professionnels affiliés à la Fédération des États-Unis de soccer, qui l'organise conjointement avec les ligues locales.
Le 17 août 2020, alors que la pandémie de Covid-19 est toujours très présente aux États-Unis, la compétition est annulée par la Fédération des États-Unis de soccer. Les équipes participantes à l'édition 2020 et conservant leur éligibilité en 2021 sont alors automatiquement invitées à l'édition 2021. Après 106 ans sans interruption, la US Open Cup n'est donc pas disputée en 2020, la continuité de la compétition étant l'une des plus longues dans le monde du soccer, seule la Coupe d'Irlande du Nord de football ayant une longévité plus importante.

## Déroulement de la compétition

### Primes monétaires
Pour cette 107e édition, les primes accordées sont les suivantes. Le champion reçoit 300 000 dollars, le finaliste touche 100 000 dollars et 25 000 dollars sont accordés pour les meilleurs de chaque championnat semi-pro et amateur.
Les primes monétaires de l'édition 2020 sont distribuées comme suit :
| Classement                                                 | Primes    |
| ---------------------------------------------------------- | --------- |
| Champion                                                   | 300,000 $ |
| Finaliste                                                  | 100,000 $ |
| Meilleur de championnat inférieur à la Major League Soccer | 25,000 $  |

### Calendrier
De par la taille du pays, les phases de qualification sont dirigées par des ligues nationales qui divisent elles-mêmes leurs phases de qualification selon la répartition géographique des clubs membres. Ainsi, selon les conférences, les qualifications peuvent être composées d'un à trois tours.
Pour la première fois depuis l'édition 1995, la coupe démarre en mars au lieu de mai habituellement. Ce début de compétition si hâtif pose des problèmes de calendrier puisque la saison en NCAA ne se termine que fin avril. Alors que normalement les joueurs universitaires rejoignent leurs équipes estivales fin avril, le nouveau calendrier de la coupe nationale contraint des équipes de USL League Two et de NPSL à ne pas pouvoir aligner leur équipe complète. Par conséquent et en guise de protestation, trois équipes pourtant expérimentées en Lamar Hunt US Open Cup décident de ne pas participer à la compétition malgré une qualification initiale après la saison 2019, à savoir le Reading United AC, les Bucks de Flint City et le Midland-Odessa FC.
| Tour                                                                                                   | Nom                 | Dates retenues    | Équipes participantes | Équipes gagnantes |
| Épreuve éliminatoire (2019-2020)                                                                       |                     |                   |                       |                   |
| 1 | Premier tour        | Dates locales     |                       |                   |
| 2 | Deuxième tour       | Dates locales     |                       |                   |
| 3 | Troisième tour      | Dates locales     |                       |                   |
| Compétition propre (2020)                                                                              |                     |                   |                       |                   |
| Entrée de 13 équipes issues des qualifications locales/14 équipes de NPSL/11 équipes de USL League Two |                     |                   |                       |                   |
| 4 | Premier tour        | 24-25 mars        | 38                    | 19                |
| Entrée de 8 équipes de NISA/6 équipes de USL League Two/25 équipes de USL Championship                 |                     |                   |                       |                   |
| 5 | Deuxième tour       | 7-8-9 avril       | 58                    | 29                |
| Entrée des 11 moins bonnes équipes de Major League Soccer                                              |                     |                   |                       |                   |
| 6 | Troisième tour      | 21-22-23 avril    | 40                    | 20                |
| Entrée des 12 meilleures équipes de Major League Soccer                                                |                     |                   |                       |                   |
| 7 | Quatrième tour      | 19-20 mai         | 32                    | 16                |
| 8 | Huitièmes de finale | juin ou juillet   | 16                    | 8                 |
| 9 | Quarts de finale    | juin ou juillet   | 8                     | 4                 |
| 10 | Demi-finales        | juillet ou août   | 4                     | 2                 |
| 11 | Finale              | août ou septembre | 2                     | 1                 |

## Participants
Toutes les équipes des divisions I (MLS), II (USL Championship) et III (USL League One et NISA) obtiennent une place automatique dans la compétition, à l'exception des équipes opérées par des franchises professionnelles d'un niveau supérieur (règle en vigueur depuis 2016).
Pour cette édition 2020, les équipes de MLS entreront dans la compétition aux troisième et quatrième tours, dépendamment de leurs résultats lors de la saison régulière 2019. Ainsi, les franchises qualifiées pour la Ligue des champions de la CONCACAF 2020 et les quatre meilleures équipes américaines non qualifiées pour la compétition continentale obtiennent un repos pour le troisième tour.
| Entre au premier tour | Entre au premier tour | Entre au second tour | Entre au second tour | Entre au troisième tour | Entre au quatrième tour |
| Open Division | Open Division | Division III | Division II | Division I | Division I |
| ANFEEU/USASA/USCS/USSSA 13 équipes | NPSL/USL League Two 25 équipes | NISA/USL League One 14 équipes | USL Championship 25 équipes | MLS 11 équipes | MLS 12 équipes |
| ANFEEU - Virginia United USASA - Cal FC - Christos FC - Louisiana Krewe FC - Miami United FC U23 - Nashville United - Newtown Pride FC - New York Pancyprian-Freedoms - NTX Rayados - Olympic Club - Vereinigung Erzgebirge USCS - Chula Vista FC USSSA - FC Boulder Harpos | NPSL - ASC San Diego - Atlantic City FC - Cleveland SC - Crossfire Redmond - Denton Diablos FC - FC Arizona - FC Davis - FC Motown - Fort Worth Vaqueros - Med City FC - Minneapolis City SC - Naples United FC - Tulsa Athletic - West Chester United SC USL League Two - Chicago FC United - Corpus Christi FC - Des Moines Menace - FC Golden State Force - GPS Portland Phoenix - North Carolina Fusion U23 - SC United Bantams - South Georgia Tormenta 2 - The Villages SC - Ventura County Fusion - Western Mass Pioneers | NISA - California United Strikers FC - Chattanooga FC - Detroit City FC - Los Angeles Force - Michigan Stars FC - Oakland Roots - San Diego 1904 FC - Stumptown Athletic USL League One - Chattanooga Red Wolves - Forward Madison - Greenville Triumph - Richmond Kickers - South Georgia Tormenta - Union Omaha | USL Championship - Austin Bold - Birmingham Legion - Charleston Battery - Charlotte Independence - Colorado Springs Switchbacks - El Paso Locomotive - Hartford Athletic - Indy Eleven - Las Vegas Lights - Louisville City FC - Memphis 901 FC - Miami FC - New Mexico United - North Carolina FC - Oklahoma City Energy - Orange County SC - Phoenix Rising - Pittsburgh Riverhounds - Reno 1868 - Sacramento Republic - Saint Louis FC - San Antonio FC - San Diego Loyal SC - Tampa Bay Rowdies - FC Tulsa | MLS - Chicago Fire - Colorado Rapids - Columbus Crew SC - FC Cincinnati - FC Dallas - Houston Dynamo - Inter Miami CF - Nashville SC - Orlando City SC - San José Earthquakes - Sporting Kansas City | MLS - Atlanta United - D.C. United - Los Angeles Galaxy - Los Angeles FC - Minnesota United - New England Revolution - New York City FC - New York Red Bulls - Philadelphia Union - Portland Timbers - Real Salt Lake - Seattle Sounders |

Légende :

Major League Soccer (MLS) : championnat de première division.

USL Championship (USLC) : championnat de seconde division organisé par la United Soccer League (USL).

USL League One (USL1) : championnat de troisième division organisé par la United Soccer League (USL).

National Independent Soccer Association (NISA) : championnat de troisième division.

USL League Two (USL2) : championnat de quatrième division organisé par la United Soccer League (USL).

National Premier Soccer League (NPSL) : championnat de quatrième division organisé par la Fédération des États-Unis de soccer (USSF).

United States Adult Soccer Association (USASA) : championnat de division inférieure.

US Club Soccer (USCS) : championnat de division inférieure.

United States Speciality Sports Association (USSSA) : championnat de division inférieure.

Asociación Nacional de Futbol En USA (ANFEEU) : championnat de division inférieure.
- $: Vainqueur du bonus de 25,000 $ pour être l'équipe de la ligue ayant été le plus loin dans la compétition.

## Résultats
Le vainqueur de l'édition précédente, Atlanta United (MLS) entre dans la compétition lors du quatrième tour.

### Premier tour
Les rencontres doivent initialement se dérouler les mardi 24 et mercredi 25 mars, elles sont finalement annulées, comme l'ensemble de la compétition en août 2020.
Pour minimiser les longs trajets, le tirage au sort est basé sur des critères géographiques. Les équipes hôtes en ont précédemment fait la demande. Si deux équipes souhaitant accueillir leur rencontre de premier tour sont confrontées, on procède alors à un tirage au sort. Ce tirage au sort a lieu le 22 janvier.
| Division | Club                      | Score | Club                         | Division |
| -------- | ------------------------- | ----- | ---------------------------- | -------- |
| (USL2)   | Western Mass Pioneers     | -     | GPS Portland Phoenix         | (USL2)   |
| (NPSL)   | West Chester United SC    | -     | Vereinigung Erzgebirge       | (USASA)  |
| (USL2)   | North Carolina Fusion U23 | -     | SC United Bantams            | (USL2)   |
| (ANFEEU) | Virginia United           | -     | Christos FC                  | (USASA)  |
| (USL2)   | Chicago FC United         | -     | Minneapolis City SC          | (NPSL)   |
| (NPSL)   | Tulsa Athletic            | -     | Fort Worth Vaqueros          | (NPSL)   |
| (NPSL)   | ASC San Diego             | -     | Chula Vista FC               | (USCS)   |
| (USASA)  | Cal FC                    | -     | Ventura County Fusion        | (USL2)   |
| (USL2)   | The Villages SC           | -     | South Georgia Tormenta FC 2  | (USL2)   |
| (NPSL)   | FC Motown                 | -     | New York Pancyprian-Freedoms | (USASA)  |
| (NPSL)   | Atlantic City FC          | -     | Newtown Pride FC             | (USASA)  |
| (USASA)  | Miami United FC U23       | -     | Naples United FC             | (NPSL)   |
| (USASA)  | Louisiana Krewe FC        | -     | Corpus Christi FC            | (USL2)   |
| (USASA)  | Nashville United          | -     | Cleveland SC                 | (NPSL)   |
| (USL2)   | Des Moines Menace         | -     | Med City FC                  | (NPSL)   |
| (NPSL)   | Denton Diablos FC         | -     | NTX Rayados                  | (USASA)  |
| (USSSA)  | FC Boulder Harpos         | -     | Crossfire Redmond            | (NPSL)   |
| (USL2)   | FC Golden State Force     | -     | FC Arizona                   | (NPSL)   |
| (USASA)  | Olympic Club              | -     | FC Davis                     | (NPSL)   |